# Cédric Klapisch
Pour les articles homonymes, voir Klapisch.
Cédric Klapisch, né le 4 septembre 1961 à Neuilly-sur-Seine, est un réalisateur, scénariste et producteur français.
Il est révélé par les succès surprise de films à petit budget Le Péril jeune (1994) et Chacun cherche son chat (1996). Il confirme avec Un air de famille (1996), une adaptation de la pièce de théâtre homonyme de Jean-Pierre Bacri et Agnès Jaoui ; le long-métrage est plusieurs fois récompensé aux César.
Durant les années 2000-2010, il écrit et réalise une trilogie à succès, celle des aventures de Xavier Rousseau, avec L'Auberge espagnole (2002) puis Les Poupées russes (2005) et Casse-tête chinois (2013). Il y dirige une distribution européenne emmenée par Romain Duris, un de ses acteurs fétiches, qu'il a révélé avec Le Péril jeune.

## Biographie

### Famille et jeunesse
Né en 1961 à Neuilly-sur-Seine, Cédric Klapisch est le fils du physicien Robert Klapisch.
Il débute dans la photographie à 12 ans, fait de la photo de rue, notamment les maraîchers de la rue Mouffetard au petit matin, avant d'intégrer une école de cinéma à New York.

### Carrière
En 1989, il réalise le court métrage Ce qui me meut, qui reçoit plusieurs prix dans différents festivals. Ce titre deviendra le nom de la maison de production qu'il crée ultérieurement.
En 1992, il passe au long métrage et réalise Riens du tout.

#### Le Péril jeune
Puis il tourne un téléfilm pour Arte qui s’inscrit dans une collection lancée par Pierre Chevalier, « Les Années lycée ». Le Péril jeune, produit par Vertigo et diffusé à la télévision en 1994, gagne le Fipa d’or ainsi que le prix de l’humour au festival de Chamrousse. Grâce à Pierre-Ange Le Pogam, futur associé de Luc Besson dans la société EuropaCorp, alors en poste chez Gaumont, Le Péril jeune bénéficie d'une sortie en salle en 1995. Ce film, à petit budget, qu’il a coécrit avec deux amis de lycée, Santiago Amigorena et Alexis Galmot, rencontre alors un certain succès, tant critique que public (650 000 entrées en France). À l'affiche, on trouve alors le jeune Romain Duris ainsi que Vincent Elbaz, qui tourneront plusieurs fois par la suite avec Klapisch.
Le Péril jeune est aujourd'hui largement considéré comme l'un des films les plus importants et les plus marquants de la carrière du cinéaste et se range désormais dans la catégorie des films culte de toute une génération,.

#### Nouveaux succès

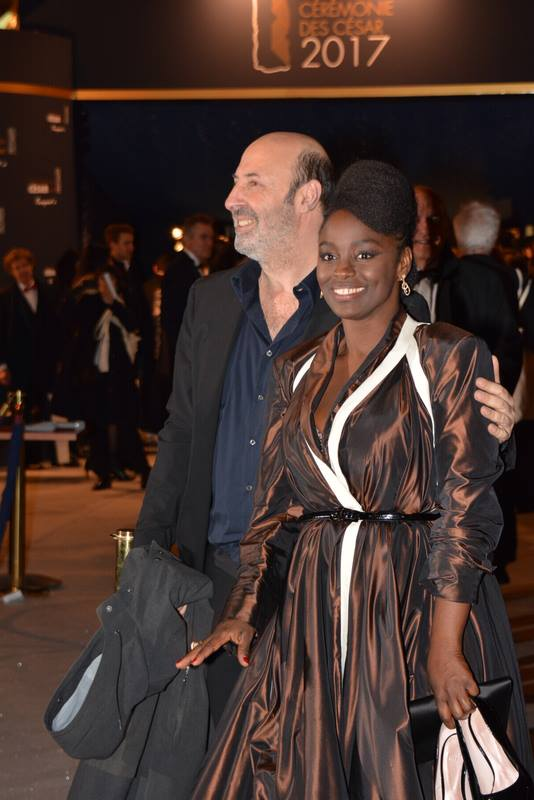
Le réalisateur avec Aïssa Maïga, à qui il a confié un second rôle dans Les Poupées russes en 2004.

Il sort ensuite deux films en 1996 : Chacun cherche son chat puis Un air de famille , adaptation de la pièce homonyme de Jean-Pierre Bacri et Agnès Jaoui. Ce film lui vaut un César du meilleur scénario.
Il enchaîne en 1999 avec Peut-être, un film d'anticipation situé dans un Paris ensablé.
En 2002 sort L'Auberge espagnole, qui est son plus gros succès en salles avec près de 3 millions d'entrées en France.
Le 15 juin 2005, avec Les Poupées russes, il retrouve cinq ans plus tard les protagonistes de L'Auberge espagnole et notamment Xavier, le personnage interprété par Romain Duris. Le film est un nouveau succès avec trois millions d’entrées et vaut à Cécile de France son deuxième César.
En 2013 sort Casse-tête chinois, troisième volet de la trilogie autour du personnage de Xavier.
Il reprend la trilogie dix ans plus tard en développant la série Salade grecque, diffusée à partir du 14 avril 2023 sur Prime Video.

#### Autres activités
En novembre 2013, il initie aux côtés d'Alain Rocca, président d'Universciné, Pascale Ferran et Laurent Cantet, LaCinetek, une plateforme de VOD consacrée au cinéma de patrimoine.
Début 2020, il préside le jury du 10e Nikon Film Festival,.
En février 2025, il assure la mise en scène de la 50e cérémonie des César qui se déroule à l'Olympia.

### Affaire financière
En 2013, lors de l'affaire de la liste de Falciani, la presse annonce que Cédric Klapisch possède un compte en Suisse d'un montant de 247 000 €, non déclaré en France, ce qui est alors illégal,,.

### Prises de position

#### Municipales de 2014 à Paris
En 2014, il est membre du comité de soutien à la candidature d'Anne Hidalgo à la mairie de Paris.

#### Changement climatique
Il participe activement au débat public sur les moyens de sortir de la crise climatique. En 2018, il figure parmi les 200 signataires d'une tribune publiée dans le journal Le Monde appelant à une action politique « ferme et immédiate » face au changement climatique, afin d'éviter le cataclysme.

#### Mouvement contre la réforme des retraites
En 2023, il apporte son soutien au mouvement contre le projet de réforme des retraites à travers un texte collectif s'adressant au chef de l'État pour demander le retrait immédiat du projet, considéré « injuste, inefficace, touchant plus durement les plus précaires et les femmes », en plus d'être rejeté « par l'immense majorité de la population, et même minoritaire à l'Assemblée nationale. » Le texte met en avant le devoir de solidarité face à une réforme qui « va frapper plus durement ceux qui exercent les métiers les plus difficiles, usants — tant physiquement que psychologiquement. »

## Filmographie
Sauf indication contraire, les informations mentionnées dans cette section peuvent être confirmées par les bases de données cinématographiques IMDb et Allociné,  présentes dans la section « Liens externes ».

### Réalisateur et scénariste
Sauf mention contraire, Cédric Klapisch est scénariste de ses propres réalisations

#### Cinéma

##### Longs métrages
- 1992 : Riens du tout
- 1994 : Le Péril jeune
- 1996 : Chacun cherche son chat
- 1996 : Un air de famille
- 1999 : Peut-être
- 2002 : L'Auberge espagnole
- 2003 : Ni pour ni contre (bien au contraire)
- 2005 : Les Poupées russes
- 2008 : Paris
- 2011 : Ma part du gâteau
- 2013 : Casse-tête chinois
- 2017 : Ce qui nous lie
- 2019 : Deux Moi
- 2022 : En corps
- 2025 : La Venue de l'avenir

##### Courts métrages
- 1984 : Glamour toujours
- 1984 : Jack le menteur
- 1985 : In transit
- 1989 : Ce qui me meut
- 1993 : 3 000 Scénarios contre un virus (segments Poisson rouge et La Chambre)
- 1998 : Le Ramoneur des Lilas (court métrage classé X)

#### Séries télévisées
- 2015 : Dix pour cent, saison 1, épisodes 1 (Cécile) et 3 (Nathalie et Laura)
- 2023 : Salade grecque, 3 épisodes - seulement réalisateur

#### Documentaires
- 1989 : Maasaïïtis ; « I work at the CERN » : the diversity of a laboratory, réalisé à l'occasion de l'inauguration du LEP[17],[18]
- 1995 : Lumière et Compagnie (court métrage documentaire omnibus)
- 2010 : Aurélie Dupont, l'espace d'un instant (téléfilm documentaire)
- 2014 : L'Élévation[19] (diffusé sur Canal+, consacré au perchiste Renaud Lavillenie, nouveau détenteur du record du monde)
- 2016 : Jusqu'au bout du haut[19] (diffusé sur France 3, consacré à la préparation de Renaud Lavillenie pour les Jeux olympiques de Rio 2016)
- 2020 : Dire merci (vidéo réalisée avec les danseurs du ballet de l'Opéra national de Paris pendant le confinement de 2020[20])

#### Autres
- 2013 : La Chose sûre, publicité pour J.M. Weston
- 2025 : bande-annonce de la cérémonie des César 2025 sur Canal+[21]

### Scénariste uniquement
- 2013 : La jeunesse a-t-elle une histoire ? (téléfilm documentaire) de Jacques Royer

### Producteur
- 2000 : Princesses de Sylvie Verheyde
- 2008 : Paris de lui-même
- 2013 : Casse-tête chinois de lui-même
- 2015 : Dix pour cent (série télévisée)
- 2017 : Ce qui nous lie de lui-même
- 2018 : Les Confins du monde de Guillaume Nicloux
- 2019 : Deux Moi de lui-même
- 2022 : En corps de lui-même
- 2025 : La Venue de l'avenir de lui-même

### Caméos

#### Dans ses propres réalisations
Cédric Klapisch fait un caméo dans ses propres réalisations ou productions :
- In transit : un des trois musiciens à New York.
- Ce qui me meut : le spectateur dans la salle de cinéma
- Riens du tout : l'homme qui essaye un caméscope en même temps que le nouveau manager, M. Lepetit (Fabrice Luchini), observe ses employés
- 3000 scénarios contre un virus : pas de caméo dans Le Poisson rouge.
- Le Péril jeune : le jeune père dans la maternité
- Chacun cherche son chat : un passant qui regarde l'affiche du chat perdu et dit : « oh vous savez, moi les chats... »
- Un air de famille : le père (1967) dans les flashbacks
- Le Ramoneur des Lilas : le chauffeur
- Peut-être : l'épicier de mauvaise humeur
- L'Auberge espagnole : le professeur de français perdu au moment de donner son cours à la Universitat de Barcelona
- Ni pour ni contre (bien au contraire) : le journaliste qui envoie Caty filmer une interview.
- Les Poupées russes : le voyageur de l'Eurostar qui attend à l'extérieur des toilettes où Xavier (Romain Duris) s'est enfermé pour écrire.
- Paris : l'homme sur le toit pendant le cauchemar de Philippe et le conducteur de la voiture dans l'accident de Caroline.
- Ma part du gâteau : à la fin du générique de début, l'homme qui attend le bus sur le quai (ce qui peut être interprété comme un clin d'œil à Alfred Hitchcock, qui apparaît dans La Mort aux trousses de manière similaire)
- Casse-tête chinois : le photographe de la famille de Xavier et Wendy au début du film
- Ce qui nous lie : un vendangeur à la fin du film
- Deux Moi : une personne qui parle dans une soirée de psychothérapeutes
- En corps : le régisseur du ballet
- Salade grecque (série télévisée), épisode 8 : le réalisateur au téléphone (voix)
- La Venue de l'avenir : un passager d'une diligence

#### Dans d'autres productions
Cédric Klapisch fait également quelques apparitions dans des œuvres qu'il n'a pas réalisées :
- 1999 : Lila Lili de Marie Vermillard : l'épicier
- 2011 : De force de Frank Henry
- 2013 : The Doll (court métrage) de Lola Doillon
- 2015 : Dix pour cent (série télévisée), épisode 2 (Line et Françoise) d'Antoine Garceau : un membre du public de la cérémonie d'hommage à Samuel Kerr (également visible de dos dans le générique de la série)
- 2023 : Babyphone (moyen métrage) d'Ana Girardot : le psychiatre

## Box-office
Les données ci-dessous proviennent de l'European Audiovisual Observatory et de JPbox-office.com[réf. nécessaire].
| Film                                  | Année de sortie | Box-office Europe      |
| ------------------------------------- | --------------- | ---------------------- |
| Riens du tout                         | 1991            | NC (494 627 en France) |
| Le Péril jeune                        | 1994            | NC (645 639 en France) |
| Chacun cherche son chat               | 1996            | 678 995                |
| Un air de famille                     | 1996            | 2 665 680              |
| Peut-être                             | 1999            | 671 062                |
| L'Auberge espagnole                   | 2002            | 2 971 899              |
| Ni pour ni contre (bien au contraire) | 2002            | 378 260                |
| Les Poupées russes                    | 2005            | 2 894 803              |
| Paris                                 | 2008            | 1 723 642              |
| Ma part du gâteau                     | 2011            | 1 025 887              |
| Casse-tête chinois                    | 2013            | 1 536 489              |
| Ce qui nous lie                       | 2017            | 717 198                |
| Deux moi                              | 2019            | 646 443                |

## Distinctions

### Récompenses
- Festival international du court métrage de Clermont-Ferrand 1987 : Prix spécial du jury pour In transit
- Festival international du court métrage de Clermont-Ferrand 1990 : Prix spécial du jury pour Ce qui me meut
- Berlinale 1996 : Prix FIPRESCI de la section « Panorama » pour Chacun cherche son chat
- Prix Lumières 1997 : Prix Lumières du meilleur réalisateur et Prix Lumières du meilleur scénario pour Un air de famille
- César 1997 : César du meilleur scénario original ou adaptation pour Un air de famille (partagé avec Agnès Jaoui et Jean-Pierre Bacri)
- Prix Lumières 2003 : Prix Lumières du meilleur réalisateur et Prix Lumières du meilleur scénario pour L'Auberge espagnole
- Prix Henri-Jeanson 2008
- Prix SACD 2023 : Prix Cinéma[22]
- Prix René-Clair de l'Académie française 2023 pour l'ensemble de son œuvre cinématographique

### Nominations
- César 1990 : César du meilleur court-métrage de fiction pour Ce qui me meut
- César 1993 : César de la meilleure première œuvre pour Riens du tout
- César 1997 : César du meilleur film et César du meilleur réalisateur pour Un air de famille
- César 2003 : César du meilleur film, César du meilleur réalisateur et César du meilleur scénario original ou adaptation pour L'Auberge espagnole
- César 2009 : César du meilleur film pour Paris
- César 2023 : César du meilleur film, César de la meilleure réalisation, César du meilleur scénario original pour En corps